# Goyazite
La goyazite est une espèce minérale du groupe des phosphates et du sous-groupe des phosphates hydratés avec anions étrangers de formule SrAl3(PO4)2(OH)5·(H2O).

## Historique de la description et appellations

### Inventeur et étymologie
La goyazite a été décrite en 1884 par Alexis Damour. Elle fut nommée ainsi en référence à sa localité-type, l'État de Goiás (Goyaz).

### Topotype
- Serra de Congonhas, Diamantina, Jequitinhonha valley, Minas Gerais, Brésil.

### Synonymes
- Bowmanite (Solly, 1905)[4], dédiée à H.L. Bowman (1874-1942), professeur de minéralogie à Oxford en Angleterre.
- Hamlinite (Hidden, W. E. et Penfield. S. L., 1890)[5], dédiée à  Augustus Choate Hamlin (1839-1905), auteur américain et collectionneur de gemmes et minéraux.
- Lusungite (Pring, A., Birch, W. D., Dawe, J. R., Taylor, M. R., Deliens, M. & Walenta, K., 1995)[6], appellation discréditée par l'IMA en 1995.
- Strontiohitchcockite

## Caractéristiques physico-chimiques

### Critères de détermination
La goyazite est un minéral de couleur incolore, rose, jaunâtre ou jaune miel se présentant sous la forme de cristaux rhomboédriques, pseudo-cubiques dépassant rarement le centimètre, ou aplatis sur {0001}, {2021}, {0111}, légèrement sur {0001}, avec la face {1012} striée perpendiculairement à [0001]. Elle possède un éclat résineux, gras ou vitreux ainsi qu'un éclat nacré sur les faces de clivage, elle est transparente, se casse de façon très irrégulière et présente un clivage parfait sur {0001}. Sa dureté est de 4,5-5 et sa densité mesurée est de 3,16-3,28. La goyazite présente aussi un pléochroïsme de couleur rose pâle (Ω) ou jaunâtre-verdâtre (E).

### Cristallochimie
- La goyazite forme une série avec la gorceixite.
- Elle fait partie du groupe de la crandallite selon la classification de Strunz où l'on trouve de façon générale le groupe d'éléments (AB)5(XO4)3Zq·x(H2O).

| Minéral           | Formule                               | Groupe ponctuel | Groupe d'espace |
| ----------------- | ------------------------------------- | --------------- | --------------- |
| Arsenogorceixite  | BaAl3AsO3(OH)(AsO4,PO4)(OH,F)6        | 3m              | R3m             |
| Arsenocrandallite | (Ca,Sr)Al3[(As,P)O4]2(OH)5·(H2O)      | 3m              | R3m             |
| Arsenowaylandite  | BiAl3(AsO4)2(OH)6                     | 3m              | R3m             |
| Benauite          | HSrFe3(PO4)2(OH)6                     | 3m              | R3m             |
| Arsenogoyazite    | (Sr,Ca,Ba)Al3(AsO4,PO4)2(OH,F)5·(H2O) | 3m              | R3m             |
| Dussertite        | BaFe3(AsO4)2(OH)5                     | 3m              | R3m             |
| Crandallite       | CaAl3(PO4)2(OH)5·(H2O)                | 3m              | R3m             |
| Goyazite          | SrAl3(PO4)2(OH)5·(H2O)                | 3m              | R3m             |
| Gorceixite        | BaAl3(PO4)(PO3OH)(OH)6                | 3m              | R3m             |
| Kintoréite        | PbFe3(PO4)2(OH,H2O)6                  | 3m              | R3m             |
| Lusungite         | (Sr,Pb)Fe3(PO4)2(OH)5·(H2O)           | 3m              | R3m             |
| Philipsbornite    | PbAl3(AsO4)2(OH)5·(H2O)               | 3m              | R3m             |
| Plumbogummite     | PbAl3(PO4)2(OH)5·(H2O)                | 3m              | R3m             |
| Segnitite         | PbFe3H(AsO4)2(OH)6                    | 3m              | R3m             |
| Springcreekite    | BaV3(PO4)2(OH,H2O)6                   | 3m              | R3m             |

### Cristallographie

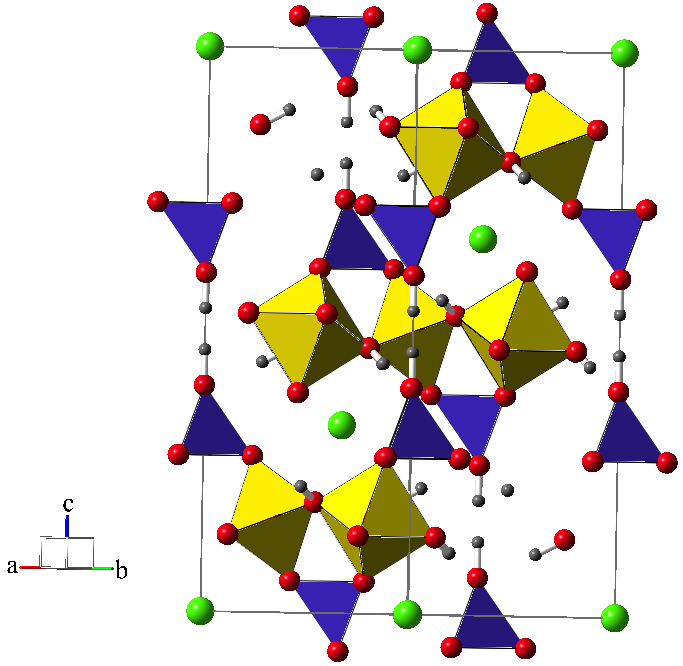
Structure cristalline de la goyazite. Rouge : O ; gris : H ; vert : Sr ; Al au centre des octaèdres jaunes ; P au centre des tétraèdres bleus.

- Paramètres de la maille conventionnelle : a = 7,021 8 Å, c = 16,597 Å, Z = 3; V = 708,69 Å3
- Groupe d'espace : R3m
- Classe de symétrie : 3m ; hémimorphie hexagonale
- Système cristallin : Trigonal
- Masse volumique calculée : 3,29 g/cm3 (sensiblement égale à la densité mesurée)

### Propriétés chimiques
- La goyazite est composée 48,53 % d'oxygène, 18,98 % de strontium, 17,54 % d'aluminium, 13,42 % de phosphore et de 1,53 % d'hydrogène.
- Les principales impuretés de la goyazite sont le baryum et le fluor.
- Sa masse formulaire est de 461,56 uma, soit 7,66 × 10−25kg.

## Gîtes et gisements

### Gîtologie et minéraux associés
Gîtologie
La goyazite présente différentes genèses, elle provient :
- de granites à pegmatites ;
- de zones hydrothermales d'altération argileuse ;
- d'argiles kaolinisés provenant de tufs formés lors de chutes de cendres volcaniques ;
- de carbonatites ;
- de dépôts détritiques.

Minéraux associés
Herdérite, apatite, quartz (Alto Bernardino, Brésil)
monazite, sphalérite, pyrite, barite, quartz (Wigu carbonatites, Tanzanie)
kaolinite (zones d'altération)
diamant (rivières de sables)

### Gisements producteurs de spécimens remarquables
- Allemagne

Mine Clara, Forêt-Noire, Bade-Wurtemberg
- Autriche

Mont Höllkogel, Krieglach, Monts Fischbacher, Styrie,
- Brésil

Serra de Congonhas, Diamantina, Jequitinhonha valley, Minas Gerais,
Catalão I Carbonatite Complex, Goiás
- Canada

Big Fish River, District minier de Dawson, Yukon
- États-Unis

Bell Pitt, Comté d'Oxford, Maine
Cold Spring Mine, Comté de Boulder, Colorado,
- France

Carrière du Bois-de-la-Roche, Saint-Aubin-des-Châteaux, Loire-Atlantique, Pays de la Loire
- Japon

Mine Hinomaru-Mako, Préfecture de Yamaguchi, Région de Chūgoku, Honshū
- Russie

Belaya Kalitva, Oblast de Rostov